# Саммит НАТО в Вильнюсе (2023)
Саммит НАТО в Вильнюсе — саммит НАТО, который проходил 11–12 июля 2023 года в столице Литвы Вильнюсе. Саммит был официально предложен во время Мадридского саммита 2022 года, а его даты были определены по состоянию на 9 ноября 2022 года.

## Повестка дня
Президент Украины Владимир Зеленский в своем обращении к парламенту Литвы в январе 2023 года назвал саммит судьбоносным. Украина выразила желание получить официальное приглашение в НАТО. Президент США Джо Байден заявил, что не думает, что Украина сейчас готова к членству в НАТО, и подчеркнул, что призывать к голосованию за вступление страны в альянс преждевременно. На момент саммита 24 страны-члены официально заявили о поддержке членства Украины в НАТО. Перед саммитом, 4 июля 2023 года, экс-президент Литвы Даля Грибаускайте раскритиковала западных лидеров, которые не смогли предотвратить российскую агрессию, и заявила, что отказ пригласить Украину в НАТО был бы ошибкой.
После вступления Финляндии в НАТО в начале 2023 года многие страны-члены НАТО надеялись, что Турция и Венгрия завершат процесс ратификации и согласуют вступление Швеции.
Австралия, Япония, Новая Зеландия и Южная Корея приняли участие в саммите, чтобы укрепить свои связи с НАТО из-за роста напряженности с Китаем и Россией.

## Итоги саммита
Президент США Джо Байден и ряд других лидеров начали прибывать в Вильнюс в понедельник, накануне саммита. Вечером Генеральный секретарь Йенс Столтенберг провел встречу между президентом Турции Реджепом Эрдоганом и премьер-министром Швеции Ульфом Кристерссоном. После многочасовых переговоров Столтенберг объявил, что Эрдоган согласился разблокировать вступление Швеции в НАТО и обеспечить ратификацию как можно скорее. Вскоре после объявления премьер-министр Венгрии Виктор Орбан заявил, что Венгрия больше не будет блокировать присоединение Швеции, а также будет поддерживать её членство в оборонном блоке.
11 июля на полях саммита генеральный секретарь НАТО Йенс Столтенберг заявил, что Украина не получит приглашение к вступлению в НАТО на саммите в Вильнюсе. Украина получит приглашение в НАТО, когда «согласятся все союзники и будут выполнены условия». Одновременно он объявил, что Киеву не придется реализовывать план действий по членству в НАТО (ПДЧ) — стандартный набор прежде всего военных, а также политических реформ, обязательный для всех вступающих государств. Это означает, что, пригласив Украину вступить, государства-члены альянса сразу перейдут к ратификации в национальных парламентах соглашения о ее присоединении. 
Кроме этого лидеры стран-членов приняли долгосрочную программу поддержки для Украины, предусматривающую:
- 500 миллионов долларов в год для модернизации украинской армии и полного перехода на стандарты НАТО, прежде всего в сфере коммуникаций, правил использования сетями связи, ПВО и штабной культуры;
- запуск Совета Украина-НАТО, в котором все члены равны и который должен стать платформой для консультаций в кризисных ситуациях и решения задач на пути вступления страны в альянс. Первое заседание состоится при участии президента Зеленского[13].

Также на полях саммита НАТО в Вильнюсе страны Большой семёрки и Украина подписали Совместную Декларацию о поддержке Украины и разработке для неё предварительных гарантий безопасности в рамках двусторонних обязательств и договорённостей на период до её вступления в Альянс.
Утвержден подробный план коллективной обороны НАТО, гарантирующий, что альянс сможет защищать каждый дюйм своей территории и всех своих нынешних членов. Это случилось впервые после распада Советского Союза — принятие конкретного плана защиты от полномасштабного нападения со стороны такой державы, как Россия. В них изложены задачи для каждой страны-участницы с указанием конкретных областей ее ответственности, того, с какими союзниками ей следует взаимодействовать и какие вооружения использовать. Они предназначены для защиты как от крупного военного противника, так и от террористических угроз. В новых планах НАТО также подчеркивается, что силы альянса должны находиться в состоянии полной готовности — до 300 тысяч военнослужащих вооружённых сил всех стран-членов должны быть в случае появления угрозы развернуты в течение 30 дней, если это необходимо, причем некоторые из них будут готовы вступить в бой в течение трех дней, а другие — в течение 10 дней.

## Участники
Участниками саммита стали делегации всех 31 стран-членов Североатлантического альянса, а также представители других приглашённых государств и организаций (в таблице выделены цветом).
| Страна             | Представитель        | Должность               |
| НАТО               | Йенс Столтенберг     | Генеральный секретарь   |
| Австралия          | Энтони Албаниз       | Премьер-министр         |
| Албания            | Эди Рама             | Премьер-министр         |
| Бельгия            | Александр Де Кро     | Премьер-министр         |
| Болгария           | Николай Денков       | Премьер-министр         |
| Великобритания     | Риши Сунак           | Премьер-министр         |
| Венгрия            | Виктор Орбан         | Премьер-министр         |
| Германия           | Олаф Шольц           | Канцлер                 |
| Греция             | Кириакос Мицотакис   | Премьер-министр         |
| Грузия             | Илья Дарчиашвили     | Министр иностранных дел |
| Дания              | Метте Фредериксен    | Премьер-министр         |
| Европейский союз   | Шарль Мишель         | Председатель Совета     |
| Европейский союз   | Урсула фон дер Ляйен | Председатель Комиссии   |
| Исландия           | Катрин Якобсдоуттир  | Премьер-министр         |
| Испания            | Педро Санчес         | Премьер-министр         |
| Италия             | Джорджа Мелони       | Премьер-министр         |
| Канада             | Джастин Трюдо        | Премьер-министр         |
| Латвия             | Кришьянис Кариньш    | Премьер-министр         |
| Литва              | Гитанас Науседа      | Президент               |
| Люксембург         | Ксавье Беттель       | Премьер-министр         |
| Нидерланды         | Марк Рютте           | Премьер-министр         |
| Новая Зеландия     | Крис Хипкинс         | Премьер-министр         |
| Норвегия           | Йонас Гар Стёре      | Премьер-министр         |
| Польша             | Анджей Дуда          | Президент               |
| Португалия         | Антониу Кошта        | Премьер-министр         |
| Республика Корея   | Юн Сок Ёль           | Президент               |
| Румыния            | Клаус Йоханнис       | Президент               |
| Северная Македония | Димитар Ковачевский  | Премьер-министр         |
| Словакия           | Зузана Чапутова      | Президент               |
| Словения           | Роберт Голоб         | Премьер-министр         |
| США                | Джо Байден           | Президент               |
| Турция             | Реджеп Тайип Эрдоган | Президент               |
| Украина            | Владимир Зеленский   | Президент               |
| Финляндия          | Саули Ниинистё       | Президент               |
| Франция            | Эмманюэль Макрон     | Президент               |
| Хорватия           | Зоран Миланович      | Президент               |
| Черногория         | Яков Милатович       | Президент               |
| Чехия              | Петр Павел           | Президент               |
| Швеция             | Ульф Кристерссон     | Премьер-министр         |
| Эстония            | Кая Каллас           | Премьер-министр         |
| Япония             | Фумио Кисида         | Премьер-министр         |

## Место проведения
Местом проведения саммита НАТО стал выставочный центр Литэкспо в Шалтунае.

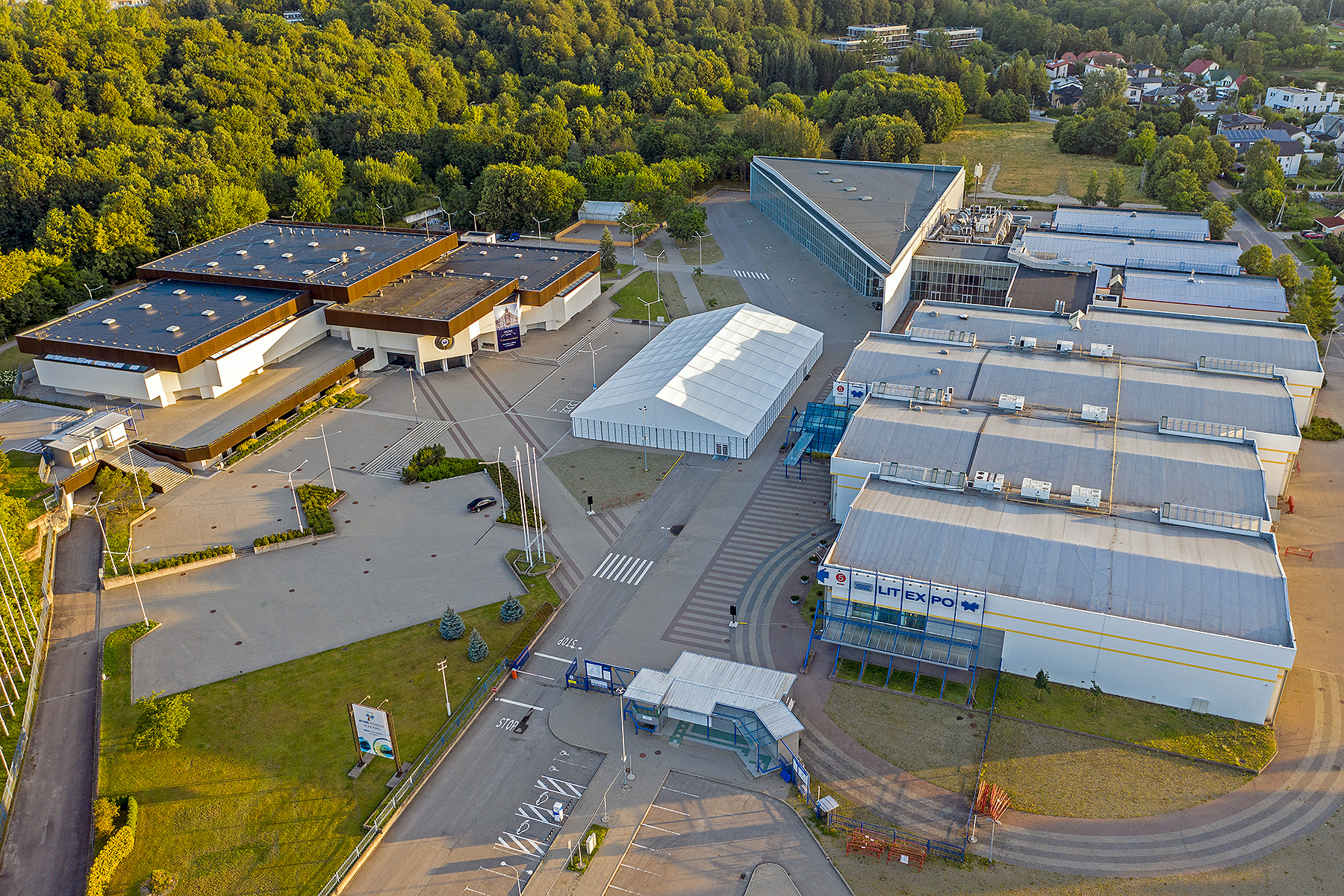
Здания Литэкспо (по Свободы 5), где  проходил данный саммит
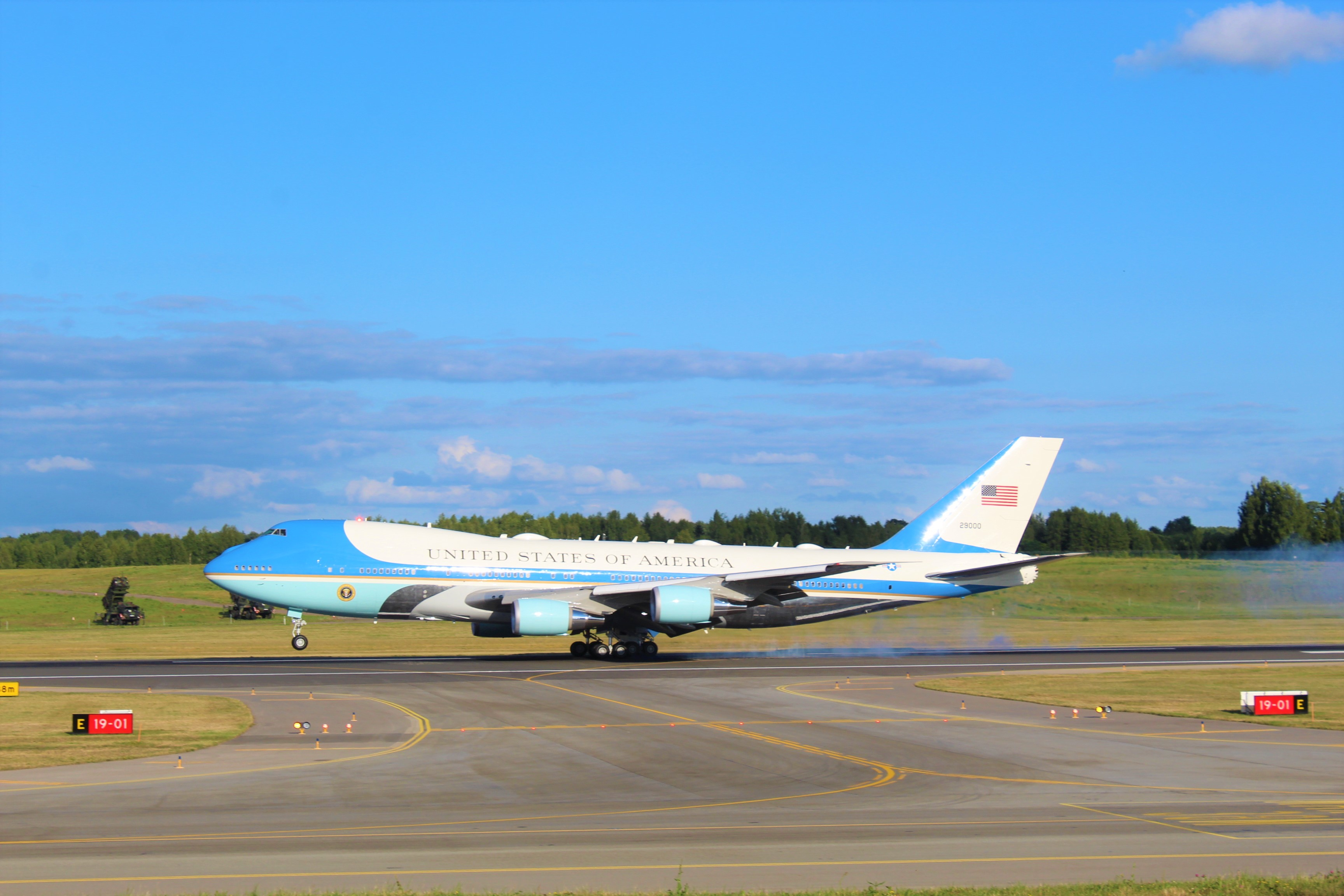
10 июля 2023 г. Самолет президента США Air Force One (Boeing VC-25) приземлился в аэропорту Вильнюса
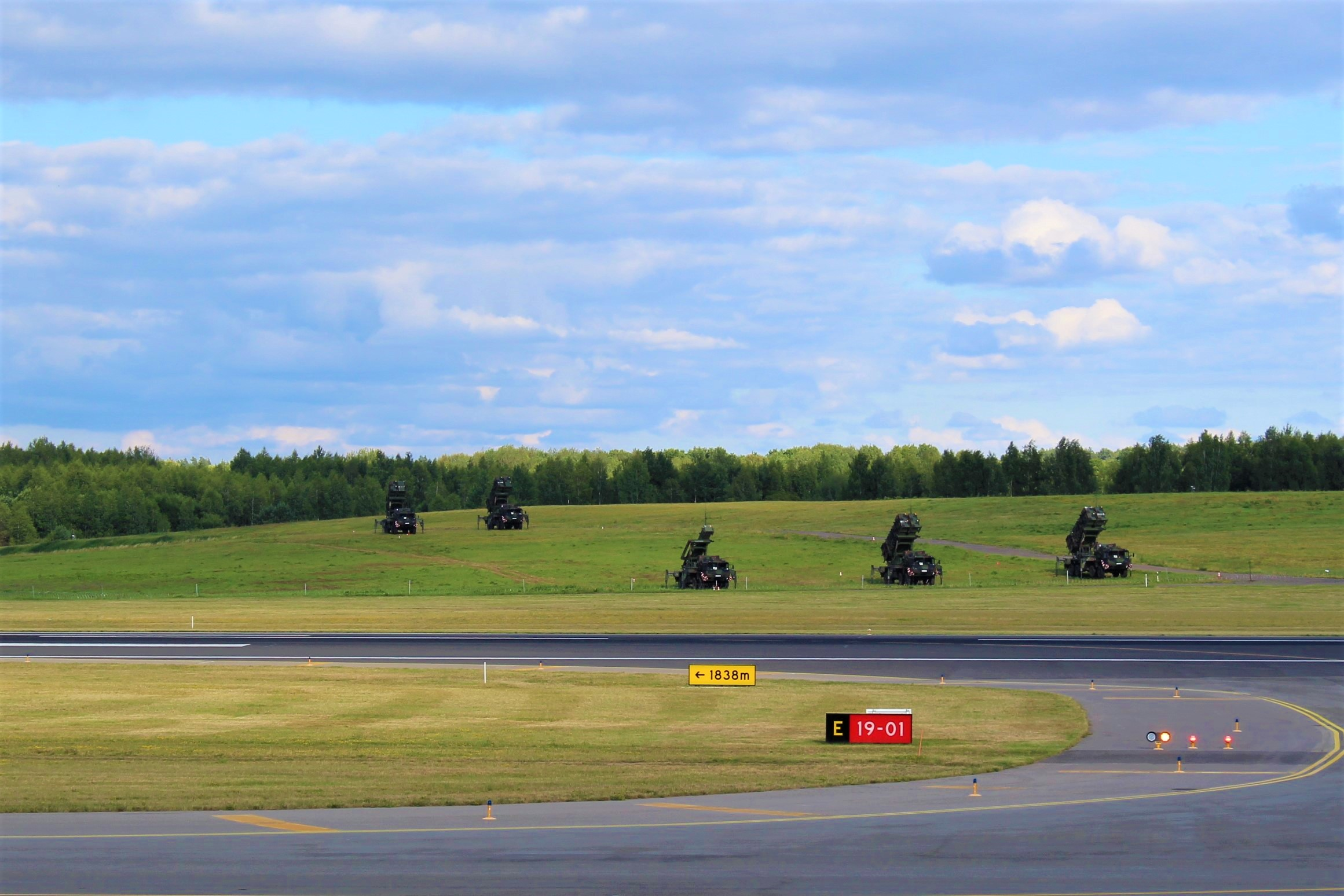
Зенитно-ракетные комплексы Patriot установлены в аэропорту Вильнюса
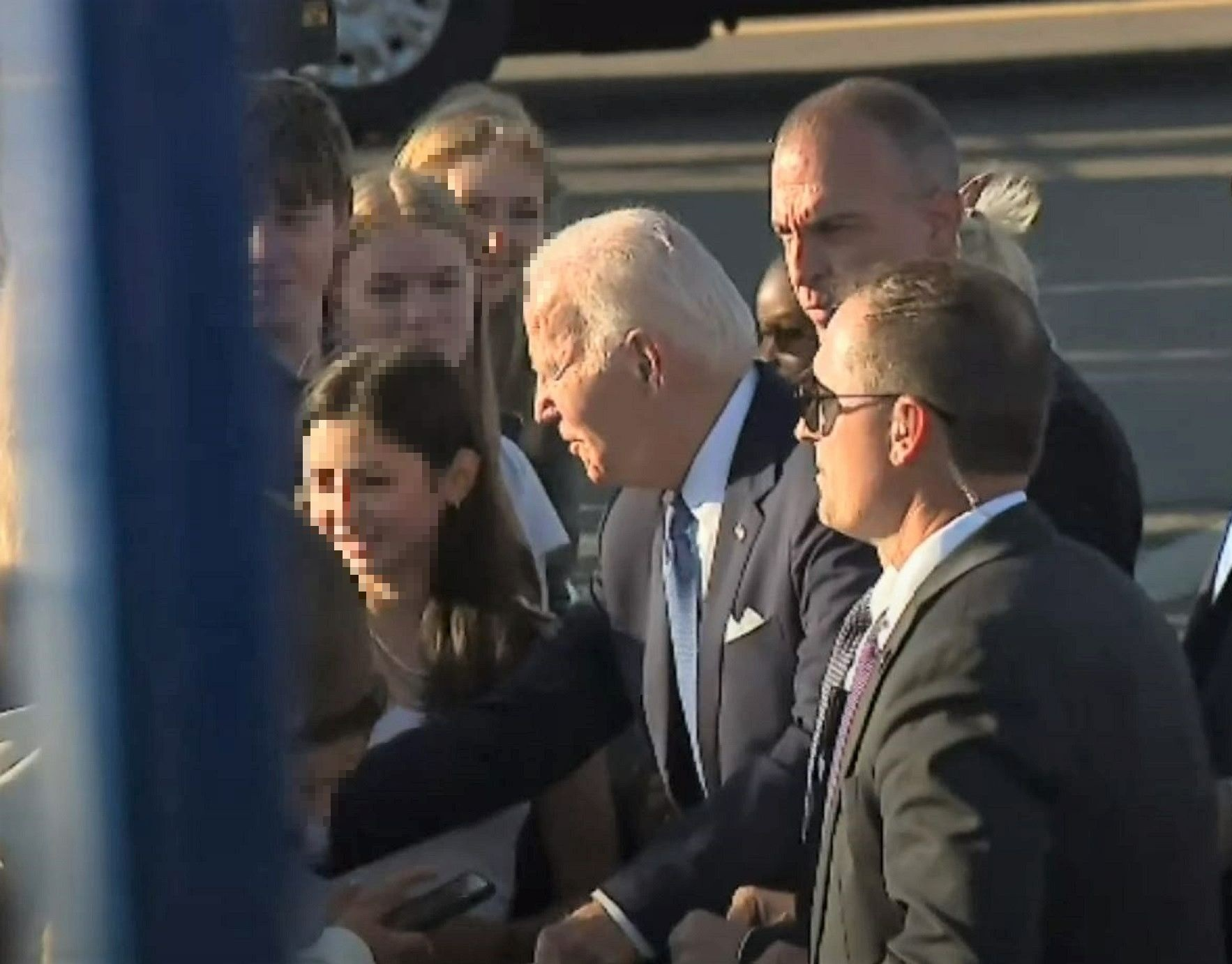
Джо Байден приветствует детей работников посольства США в вильнюсском аэропорту
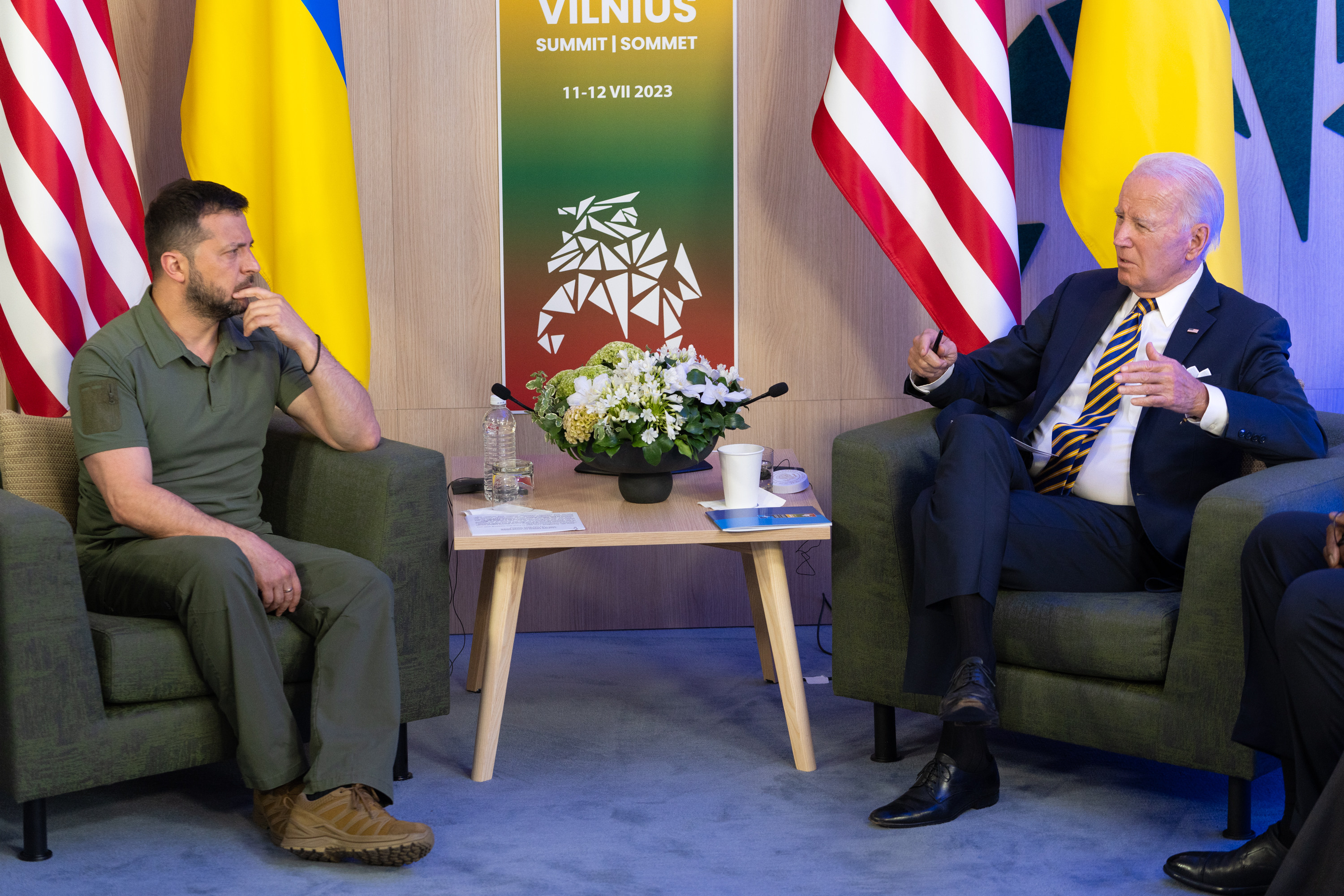
Байден встретился с Зеленским на полях саммита НАТО 2023 года
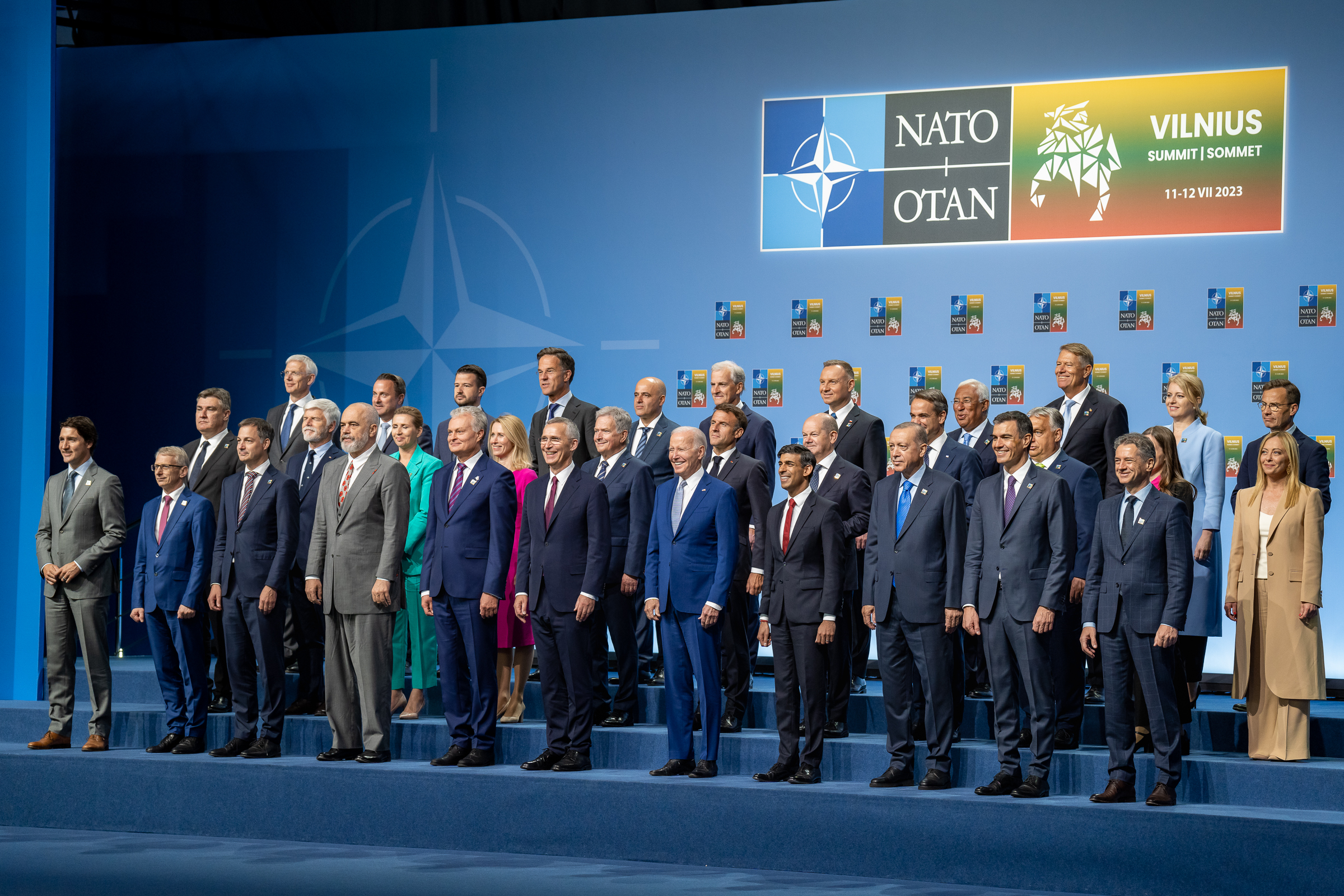
Групповое фото Вильнюсского саммита
- Видеоролик литовской военной полиции о подготовке и задачах возложенных на неё во время проведения саммита.